# Città di Greater Geraldton
La città di Greater Geraldton è una delle diciassette Local Government Areas che si trovano nella regione di Mid West, in Australia Occidentale. Essa si estende su di una superficie di circa 12.625 chilometri quadrati ed ha una popolazione di 39.368 abitanti. La popolazione della contea è in rapida crescita e l'amministrazione punta a fare di Geraldton la seconda città più popolosa dell'Australia Occidentale dopo la capitale Perth.
La città di Geraldton-Greenough è stata formata nel 2011 dalla fusione delle precedenti Local Government Areas di Contea di Mullewa e Città di Geraldton-Greenough (stessa quest'ultima formata dalla Città di Geraldton e Contea di Greenough nel 2007.)